# 春の日 (俳諧撰集)
『春の日』（はるのひ）は、俳諧の撰集で、俳諧七部集の一つ。山本荷兮編。1686年（貞享3年）8月、京都の寺田重徳刊。

## 概要
歌仙3巻・表合と発句58句を集め、作者は歌仙・発句とも荷兮・加藤重五・旦藁・岡田野水・越智越人・高橋羽笠など、尾張地方の俳人を中心としている。芭蕉句は「古池や蛙飛こむ水のをと」「雲折〳〵人をやすむる月見哉」「馬をさへながむる雪のあした哉」の3句のみだが、『冬の日』の続編として芭蕉の指導があったと推察される。作風は平明・安らかで、後の蕉風の向かう方向を示唆している。